# ميركو مولاليتش
ميركو مولاليتش (بالسلوفينية: Mirko Mulalić)‏ مواليد 16 أبريل 1988 في ليوبليانا، جمهورية يوغوسلافيا الاشتراكية الاتحادية، هو لاعب كرة سلة سلوفيني. بدأ مسيرته الاحترافية في سنة 2007. يلعب مع نادي أوليمبيا لكرة السلة. يحمل الرقم 8.

## المسيرة الاحترافية
لعب مع نادي أوليمبيا لكرة السلة من سنة 2004 إلى 2008، ثم لعب مع نادي سلوفان لكرة السلة في موسم 2010–2011، ثم لعب مع نادي هوبسي بولزلا لكرة السلة في موسم 2013–2014، ثم لعب مع نادي كركا لكرة السلة من سنة 2014 إلى 2016، ثم لعب مع نادي أوليمبيا لكرة السلة في سنة 2016.

## روابط خارجية
- ميركو مولاليتش على موقع الاتحاد الدولي لكرة السلة (الإنجليزية)
- ميركو مولاليتش على موقع كرة السلة الأوروبية.كوم (الإنجليزية)
- ميركو مولاليتش على موقع ريلجم (الإنجليزية)
- ميركو مولاليتش على موقع بروبوليرز (الإنجليزية)
- ميركو مولاليتش على موقع سبورتس رفرنس (الإنجليزية)